# 裴開
裴 開（はい かい、生没年不詳）は、五胡十六国時代の前燕の人物。字は士先。本貫は河東郡聞喜県。出自は東眷裴氏（名族である河東裴氏の支族にあたる）。西晋の玄菟郡太守裴武の子。

## 生涯
313年、裴武が亡くなると叔父の裴嶷とともに父の喪に服す途上、鮮卑慕容部の大人慕容廆の領地を通った。慕容廆は裴開らを礼遇して、彼らが去るときには手厚い贈り物を与えて送り出した。
裴開らは遼西まで到達したものの道が断絶して先へ進めず、裴嶷は裴開とともに慕容廆に仕えようと考えた。裴開は「郷里は南にあるのに何故北へ向かうのですか、流浪して異郷で仕えるなら段氏が強く、慕容氏は弱いのに、どうして慕容氏に仕えようとするのですか」と問うた。裴嶷は混迷の極みにある中原への帰還は危険であること、段氏は士大夫を礼遇しないこと、慕容氏は仁義に篤く民を安んじていることを挙げ、慕容氏に仕えることが功名を立て、宗族を守る道であると答えた。裴開はこれを聞いて裴嶷の考えに従い、慕容廆に仕えるため北へ戻った。これを知った慕容廆は大喜びした。
4月、慕容廆は集った人材を才に応じて役職に就かせ、裴開は游邃・逄羨・西方虔・宋奭・封抽とともに股肱に任じられた。
321年12月、慕容廆は車騎将軍・都督幽平二州東夷諸軍事・平州牧に任じられ、遼東公に封じられた。これに伴って官僚組織の編成を行い、司馬に任じられた。
やがて長史に任じられた。
333年6月、軍諮祭酒に任じられた。
337年9月、鮮卑慕容部の大人慕容皝は文武諸官の編成を行い、裴開は奉常に任じられた。
太常卿、祭酒を歴任した。
これ以後の事績は、史書に記されていない。

## 人物・逸話
才知と計略に長け、その考えは奥深く図り知れなかった。度々、奇策を献じて慕容廆はその策を数多く容れたという。

## 家系

### 父
- 裴武 - 字は文応

### 叔父
- 裴嶷

### 弟
- 裴湛

### 子
- 裴原
- 裴成
- 裴範 - 字は仁則